# Mesothisa dubiefi
Mesothisa dubiefi là một loài bướm đêm trong họ Geometridae.